# Padobranstvo
Padobranstvo je grana športskoga zrakoplovstva koja obuhvaća natjecanja u skokovima padobranom. Padobranci se natječu u klasičnim disciplinama i relativu. Za konačni plasman u konkurenciji muškaraca, žena i ekipa, zbrajaju se rezultati obiju disciplina. Klasične su discipline skok u cilj i figure. Kod skoka u cilj, padobranac nastoji doskočiti u središte pješčanoga kruga u kojem se nalazi pločica promjera 10 cm označena nulom. Rezultat skoka izražava se udaljenošću peta od nule. U figurativnim skokovima slobodni pad traje 30 sekundi, tijekom kojih se izvode propisane figure. One moraju biti izvedene oko horizontalne i vertikalne osi, a njihovu pravilnost nadziru suci dalekozorima sa zemlje. Posebna disciplina je relativ (engleski: relative work). Sastoji se od skupnoga skoka u kojem odlučuje brzina izvođenja zadataka u slobodnom padu. Natjecatelji pojedinačno napuštaju zrakoplov i u slobodnom se padu nastoje što prije uhvatiti za ruke i izvesti određenu figuru. Boduje se pravilnost izvedbe i stabilnost padanja. 

## Natjecanja
Svjetskim natjecanjima rukovodi Međunarodna zrakoplovna federacija (francuski: Fédération Aéronautique Internationale). Prvo svjetsko prvenstvo održano je 1951. u Bledu, a europsko prvenstva održavaju se od 1975.

## Padobranstvo u Hrvatskoj
Od hrvatskih je padobranaca prvi skok padobranom izveo Zagrepčanin Teodor Pavlović u Parizu 1925. Iduće je godine na aeromitingu u Zagrebu prvi skok u Hrvatskoj je izveo Antun Šimunović. Svjetsko prvenstvo u relativu održano je u Malom Lošinju u rujnu 1985. O padobranstvu u Hrvatskoj skrbi Komisija za padobranstvo u sklopu Hrvatskoga zrakoplovnog saveza.

## BASE skakanje
Iako za to nema pisanih dokaza, pretpostavlja se da je Faust Vrančić kao 65-godišnjak izveo prvi uspješni BASE skok.